# San Martino di Castrozza
San Martino di Castrozza es una destacada localidad turística italiana, situada en el valle alto del Primiero, en el Trentino oriental. San Martino forma parte de los municipios de Siror y Tonadico.

## Historia
San Martino debe su origen a una institución religiosa muy antigua, el antiguo hospicio de San Martín y Juliano que acogía a los peregrinos o caminantes que atravesaban el Paso Rolle, desde Primiero a Val di Fiemme y viceversa. De aquella estructura solo queda la iglesia de San Martino, con un campanario románico.
El nacimiento de San Martino de Castrozza como lugar turístico comenzó en 1873, con la construcción del primer hotel alpino que sustituyó al hospicio, tras una propuesta del alpinista irlandés John Ball.
En el primer decenio del siglo XX San Martino ya era una localidad turística conocida y visitada por la alta sociedad del Imperio austrohúngaro. El desarrollo del lugar tras las devastaciones de la Primera Guerra Mundial fue rápido sea en la reconstrucción de estructuras hoteleras sea también en instalaciones deportivas.

## San Martino di Castrozzaen la literatura
El escritor austriaco Arthur Schnitzler situó en esta localidad su célebre novela monólogo La señorita Elsa (Fräulein Else). Aunque la novela fue escrita en 1924, está ambientada en la Belle Époque en la alta sociedad austrohúngara de la cual San Martino di Castrozza era uno de los centros estivales.
- Datos: Q431838
- Multimedia: San Martino di Castrozza / Q431838

1. ↑  Worldpostalcodes.org, código postal n.º 38054.